# Handball-DDR-Meisterschaft 1958
Die Handball-DDR-Meisterschaft 1958 war nur auf dieses Kalenderjahr beschränkt, da wegen der Vorbereitung auf die Hallenhandball-Weltmeisterschaft, die im Februar/März 1958 in der DDR stattfand, die Punktspiele der Männer-Handball-Oberliga abgesagt wurden und die Punktspiele der Frauen-Oberliga erst zu Jahresbeginn 1958 ausgetragen wurden. Die Feldhandball-Meisterschaften der Männer und Frauen fanden wie geplant vom April bis zum Oktober 1958 statt.

## Hallen-Meisterschaft (Frauen)
Die Hallenmeisterschaft der Frauen fand in den Monaten Januar und Februar mit zwölf Mannschaften statt in zwei Staffeln statt. Die einzelnen Punktspielrunden wurden in Turnierform in neutralen Sporthallen ausgetragen. Nach Abschluss der Punktspiele bestritten die Staffelsieger das Meisterschafts-Endspiel. Die Tabellenletzten mussten absteigen.

### Abschlusstabellen
| Pl. | Mannschaft                   | Tore  | Punkte |
| 1.  | SC Fortschritt Weißenfels    | 51:22 | 10:0   |
| 2.  | BSG Motor Weimar             | 52:30 | 8:2    |
| 3.  | BSG Fortschritt Oberlungwitz | 38:42 | 4:6    |
| 4.  | BSG Fortschritt Cottbus (N)  | 32:50 | 3:7    |
| 5.  | BSG Chemie Zeitz (N)         | 34:56 | 3:7    |
| 6.  | BSG Chemie Radebeul (A)      | 37:44 | 2:8    |

| Pl. | Mannschaft                | Tore  | Punkte |
| 1.  | BSG Lokomotive Rangsdorf  | 49:22 | 10:0   |
| 2.  | SC Lokomotive Leipzig (M) | 36:24 | 8:2    |
| 3.  | TSC Oberschöneweide (N)   | 31:30 | 4:6    |
| 4.  | SC DHfK Leipzig           | 26:26 | 4:6    |
| 5.  | BSG Motor Rostock (N)     | 20:30 | 2:6    |
| 6.  | BSG Lok SO Magdeburg (A)  | 15:45 | 0:8    |

### Endspiel
Das Endspiel um DDR-Meisterschaft im Hallenhandball der Frauen fand am 1. Februar 1958 in der Ost-Berliner Dynamo-Sporthalle statt.
| SC Fortschritt Weißenfels – BSG Lokomotive Rangsdorf 6 : 1 (1:1) |

Der Außenseiter Lok Rangsdorf konnte bis zur Halbzeitpause dem Titelverteidiger Fortschritt Weißenfels mit einem Siebenmetertor ein 1:1-Unentschieden abtrotzen. Hatten bis dahin die Abwehrreihen beider Mannschaften das Spielgeschehen bestimmt, ließ nach der Pause bei den Rangsdorfer Frauen die Konzentration bei der Abwehrarbeit nach. Sie trafen auch das Tor nicht mehr, während auf der anderen Seite die Weißenfelserinnen noch zu einem klaren Sieg kamen.

## Feld-Meisterschaft (Männer)
Zur Ermittlung des DDR-Meisters im Feldhandball traten in der DDR-Oberliga 16 Mannschaften in zwei Staffeln an. Mit der SC DHfK Leipzig und der BSG Chemie Piesteritz waren zwei Neulinge im Teilnehmerfeld, die beiden Tabellenletzten mussten absteigen. Titelverteidiger war der SC Dynamo Berlin. Den neuen Titelträger spielten die beiden Staffelsieger im Meisterschafts-Endspiel aus.

### Abschlusstabellen
| Pl. | Mannschaft                    | Sp | S  | U | N  | Tore    | Punkte |
| 1.  | SC Empor Rostock              | 14 | 13 | 0 | 1  | 182:111 | 26:2   |
| 2.  | SC Dynamo Berlin (M)          | 14 | 11 | 0 | 3  | 219:160 | 22:6   |
| 3.  | SC Aufbau Magdeburg           | 14 | 11 | 0 | 3  | 185:148 | 22:6   |
| 4.  | SG Dynamo Leipzig             | 14 | 6  | 2 | 6  | 153:151 | 14:14  |
| 5.  | SC DHfK Leipzig (N)           | 14 | 5  | 2 | 7  | 181:208 | 12:16  |
| 6.  | BSG ZAB Dessau                | 14 | 3  | 1 | 10 | 149:193 | 7:21   |
| 7.  | BSG Stahl Calbe               | 14 | 2  | 1 | 11 | 165:185 | 5:23   |
| 8.  | SC Fortschritt Weißenfels (A) | 14 | 2  | 0 | 12 | 133:211 | 4:24   |

| Pl. | Mannschaft                  | Sp | S  | U | N  | Tore    | Punkte |
| 1.  | BSG Motor Eisenach          | 14 | 10 | 0 | 4  | 187:155 | 20:8   |
| 2.  | BSG Motor Gohlis-Nord       | 14 | 9  | 1 | 4  | 209:178 | 19:9   |
| 3.  | BSG Lok SO Magdeburg        | 14 | 9  | 1 | 4  | 165:147 | 19:9   |
| 4.  | BSG Stahl Krauschwitz       | 14 | 8  | 0 | 6  | 177:160 | 16:12  |
| 5.  | ASK Vorwärts Berlin         | 14 | 8  | 0 | 6  | 186:180 | 16:12  |
| 6.  | SC Lokomotive Leipzig       | 14 | 7  | 0 | 7  | 172:176 | 14:14  |
| 7.  | BSG Motor SO Magdeburg      | 14 | 3  | 0 | 11 | 141:170 | 6:22   |
| 8.  | BSG Chemie Piesteritz (N,A) | 14 | 1  | 0 | 13 | 130:201 | 2:26   |

### Endspiel
Das Endspiel um die Meisterschaft im Feldhandball der Männer wurde am 12. Oktober 1958 im Hallenser Kurt-Wabbel-Stadion vor 9.000 Zuschauern ausgetragen.
| BSG Motor Eisenach – SC Empor Rostock 13:11 (6:6) |

Das Meisterschaftsfinale endete mit einer großen Überraschung, denn nicht der Favorit aus Rostock, sondern die Betriebssportgemeinschaft Motor Eisenach ging als Sieger vom Feld. Bei strömenden Regen kamen die Thüringer besser mit dem glatten Rasen zurecht, und es gelang ihnen mit konsequentem Flügelspiel die Rostocker Abwehr zu überwinden. Eine entscheidende Rolle spielte dabei der 34-jährige ehemalige Nationalspieler Werner Aßmann, der seine Mannschaft unermüdlich nach vorne trieb. Lange Zeit war das Spiel ausgeglichen, zur Halbzeit stand es unentschieden. Mehrfach lag der SC Empor in Front, doch in der Schlussphase schossen die Eisenacher Erhardt und Singwald die siegbringenden Tore.
- Rostock: Hans Beier (Tor) – Herrmann Dowe, Klaus Holm, Knoll, Gerd Langhoff (3), Günter Mundt (2), Heinz Wahl (2), Manfred Behnke (1), Günter Kikillus (1), Rudolf Herhaus (1), Heinz Flach (1), Walter Brand(EW) (Berliner Zeitung, 15. Oktober 1958, S. 4)
- Eisenach: Albert Rust (Tor) – Oswald Hook, Günther Jäger, Dieter Weidlich, Dieter Illert, Wolfgang Eisenhardt (4), Frieder Singwald (3), Werner Reinartz (2), Hans Rodegast (2), Werner Aßmann (1), Horst Erhardt (1)

## Feldmeisterschaft (Frauen)
Die DDR-Meisterschaft im Feldhandball der Frauen wurde in der Oberliga mit 16 Mannschaften aufgeteilt in zwei Staffeln ausgetragen. Nach Abschluss der Punktspiele ermittelten die beiden Staffleersten im Endspiel den neuen Meister. Die beiden Tabellenletzten mussten absteigen.

### Abschluss-Tabellen
| Pl. | Mannschaft                    | Tore  | Punkte |
| 1.  | SC Fortschritt Weißenfels (M) | 98:23 | 26:2   |
| 2.  | BSG Motor Weimar              | 60:46 | 20:8   |
| 3.  | SC Lokomotive Leipzig         | 78:41 | 19:9   |
| 4.  | BSG Motor Nord Erfurt         | 43:66 | 16:12  |
| 5.  | BSG Chemie Zeitz              | 53:67 | 10:18  |
| 6.  | BSG Chemie Leuna (N)          | 43:68 | 8:20   |
| 7.  | BSG Fortschritt Oberlungwitz  | 40:68 | 8:20   |
| 8.  | SG Dynamo Leipzig (A)         | 37:73 | 4:24   |

| Pl. | Mannschaft               | Tore  | Punkte |
| 1.  | BSG Lokomotive Rangsdorf | 74:43 | 24:4   |
| 2.  | BSG ZAB Dessau           | 66:48 | 21:7   |
| 3.  | TSC Oberschöneweide      | 70:61 | 16:12  |
| 4.  | BSG Motor Wismar         | 56:54 | 14:14  |
| 5.  | BSG Chemie Radebeul      | 67:69 | 13:15  |
| 6.  | BSG Post Halberstadt     | 46:52 | 13:15  |
| 7.  | BSG Lok SO Magdeburg (N) | 56:73 | 7:21   |
| 8.  | SC DHfK Leipzig (A)      | 46:81 | 4:24   |

### Endspiel
Das Endspiel um die Frauen-Feldmeisterschaft fand vor der Männerentscheidung ebenfalls im Kurt-Wabbel-Stadion Halle statt.
| SC Fortschritt Weißenfels – BSG Lokomotive Rangsdorf 11:5 (5:2) |

Im Finale konnten die Handballerinnen des SC Fortschritt Weißenfels ihren Vorjahrestitel erfolgreich verteidigen. Ausschlaggebend waren ihre überlegene Wurfkraft und das bessere Zusammenspiel. Lok Rangsdorf konnte nur bis zum zwischenzeitlichen 2:2 mithalten, zur Pause lag Weißenfels bereits mit 5:2 deutlich in Front. Dieser Vorsprung wurde schließlich nicht mehr aus der Hand gegeben. Überragende Spielerin war die Weißenfelser Inge Schanding mit ihren fünf Treffern.

Tore: für Weißenfels Schanding (5), Quarg (3), Jahn (2) und Herden (1) –- für Rangsdorf Noack (2), Krüger (2) und Scholz (1)

## Erläuterungen
1. ↑  A=Absteiger, M=Meister, N=Neuling